# The Tour (Kiss a Mötley Crüe)
The Tour bylo společné koncertní turné amerických skupin Kiss a Mötley Crüe. Konalo se po Severní Americe a Austrálii. Skupina Kiss pak v říjnu 2012 vydala své další studiové album Monster a vyjela na světové turné, zatímco Mötley Crüe vyjeli v roce 2013 na turné po Severní Americe.

## Seznam písní
Mötley Crüe:
1. Saints of Los Angeles
2. Wild Side
3. Shout at the Devil
4. Same Ol' Situation (S.O.S.)
5. Sex
6. Don't Go Away Mad (Just Go Away)
7. Home Sweet Home (Tommy Lee bubenické sólo )
8. Live Wire (Mick Mars kytarové sólo)
9. Primal Scream
10. Dr. Feelgood
11. Girls, Girls, Girls
12. Kickstart My Heart

Kiss:
1. Detroit Rock City
2. Shout It Out Loud
3. I Love It Loud
4. Firehouse
5. War Machine
6. Hell or Hallelujah
7. Shock Me
8. Kytarové a bubenické sólo
9. Love Gun
10. Basové sólo
11. God of Thunder
12. Lick It Up
13. Black Diamond

Přídavek:
1. Deuce
2. Rock and Roll All Nite

## Turné v datech
| Datum             | Město             | Stát            | Místo                               |
| Severní Amerika   | Severní Amerika   | Severní Amerika | Severní Amerika                     |
| ----------------- | ----------------- | --------------- | ----------------------------------- |
| 20. července 2012 | Bristow           | Spojené státy   | Jiffy Lube Live                     |
| 21. července 2012 | Virginia Beach    | Spojené státy   | Farm Bureau Live at Virginia Beach  |
| 22. července 2012 | Raleigh           | Spojené státy   | Time Warner Cable Music Pavilion    |
| 24. července 2012 | Atlanta           | Spojené státy   | Aaron's Amphitheatre at Lakewood    |
| 25. července 2012 | Charlotte         | Spojené státy   | Verizon Wireless Amphitheatre       |
| 27. července 2012 | West Palm Beach   | Spojené státy   | Cruzan Amphitheatre                 |
| 28. července 2012 | Tampa             | Spojené státy   | 1-800-ASK-GARY Amphitheatre         |
| 31. července 2012 | Pelham            | Spojené státy   | Oak Mountain Amphitheater           |
| 1. srpna 2012     | Louisville        | Spojené státy   | KFC Yum! Center                     |
| 3. srpna 2012     | The Woodlands     | Spojené státy   | Cynthia Woods Mitchell Pavilion     |
| 4. srpna 2012     | Dallas            | Spojené státy   | Gexa Energy Pavilion                |
| 5. srpna 2012     | San Antonio       | Spojené státy   | AT&T Center                         |
| 7. srpna 2012     | Albuquerque       | Spojené státy   | Journal Pavilion                    |
| 8. srpna 2012     | Greenwood Village | Spojené státy   | Comfort Dental Amphitheatre         |
| 10. srpna 2012    | Phoenix           | Spojené státy   | Ashley Furniture HomeStore Pavilion |
| 11. srpna 2012    | Las Vegas         | Spojené státy   | Mandalay Bay Events Center          |
| 12. srpna 2012    | Chula Vista       | Spojené státy   | Cricket Wireless Amphitheatre       |
| 14. srpna 2012    | Irvine            | Spojené státy   | Verizon Wireless Amphitheater       |
| 16. srpna 2012    | Concord           | Spojené státy   | Sleep Train Pavilion                |
| 18. srpna 2012    | Auburn            | Spojené státy   | White River Amphitheatre            |
| 19. srpna 2012    | Ridgefield        | Spojené státy   | Sleep Country Amphitheater          |
| 24. srpna 2012    | Grand Junction    | Spojené státy   | Rock Jam                            |
| 26. srpna 2012    | Tulsa             | Spojené státy   | BOK Center                          |
| 27. srpna 2012    | Maryland Heights  | Spojené státy   | Verizon Wireless Amphitheater       |
| 29. srpna 2012    | St. Paul          | Spojené státy   | Minnesota State Fair                |
| 31. srpna 2012    | Cincinnati        | Spojené státy   | Riverbend Music Center              |
| 1. září 2012      | Noblesville       | Spojené státy   | Klipsch Music Center                |
| 2. září 2012      | Burgettstown      | Spojené státy   | First Niagara Pavilion              |
| 4. září 2012      | Nashville         | Spojené státy   | Bridgestone Arena                   |
| 6. září 2012      | Clarkston         | Spojené státy   | DTE Energy Music Theatre            |
| 7. září 2012      | Tinley Park       | Spojené státy   | First Midwest Bank Amphitheatre     |
| 8. září 2012      | East Troy         | Spojené státy   | Alpine Valley Music Theatre         |
| 11. září 2012     | Allegan           | Spojené státy   | Allegan County Fair                 |
| 12. září 2012     | Cuyahoga Falls    | Spojené státy   | Blossom Music Center                |
| 13. září 2012     | Toronto           | Kanada          | Molson Amphitheatre                 |
| 15. září 2012     | Darien            | Spojené státy   | Darien Lake Performing Arts Center  |
| 16. září 2012     | Mansfield         | Spojené státy   | Comcast Center                      |
| 18. září 2012     | Scranton          | Spojené státy   | Toyota Pavilion                     |
| 19. září 2012     | Camden            | Spojené státy   | Susquehanna Bank Center             |
| 21. září 2012     | Holmdel           | Spojené státy   | PNC Bank Arts Center                |
| 22. září 2012     | Wantagh           | Spojené státy   | Nikon at Jones Beach Theater        |
| 23. září 2012     | Hartford          | Spojené státy   | Comcast Theatre                     |
| 29. září 2012     | Mexico City       | Mexiko          | Foro Sol                            |
| 1. října 2012     | Monterrey         | Mexiko          | Arena Monterrey                     |
| Oceánie           |                   |                 |                                     |
| 28. února 2013    | Perth             | Austrálie       | Perth Arena                         |
| 3. března 2013    | Adelaide          | Austrálie       | Clipsal 500                         |
| 5. března 2013    | Melbourne         | Austrálie       | Etihad Stadium                      |
| 6. března 2013    | Melbourne         | Austrálie       | Etihad Stadium                      |
| 9. března 2013    | Sydney            | Austrálie       | Allphones Arena                     |
| 10. března 2013   | Sydney            | Austrálie       | Allphones Arena                     |
| 12. března 2013   | Brisbane          | Austrálie       | Brisbane Entertainment Centre       |

## Sestava
Kiss
- Paul Stanley – rytmická kytara, zpěv
- Gene Simmons – basová kytara, zpěv
- Tommy Thayer – sólová kytara, zpěv
- Eric Singer – bicí, zpěv

Mötley Crüe
- Vince Neil – zpěv
- Mick Mars – kytara, doprovodný zpěv
- Nikki Sixx – basová kytara, doprovodný zpěv
- Tommy Lee – bicí, doprovodný zpěv